# Erica Joy Mannucci
Erica Joy Mannucci (Milano, 1957) è una storica italiana.

## Attività accademica
Studiosa di storia moderna, insegna Didattica della storia all'Università degli Studi di Milano-Bicocca. I suoi studi si concentrano sulla storia delle idee e il XVIII secolo, specie il periodo della Rivoluzione francese. Fra i suoi lavori: Finalmente il popolo pensa, monografia su Sylvain Maréchal, al quale aveva già dedicato il saggio The anti-patriot patriarch: Utopianism in Sylvain Maréchal, La cena di Pitagora sulla storia del vegetarianismo, Providence for the Revolutionary People sulla rielaborazione di concetti teologici nel periodo rivoluzionario. Anche traduttrice, si è occupata di letteratura francese sotto la Rivoluzione, specie con il libro Il patriota e il vaudeville.

## Libri
- Gli altri lumi. Esoterismo e politica nel Settecento francese, Palermo, Sellerio, 1988.
- Dai cieli la ragione. Gli Illuminati dal Seicento alla Restaurazione, Napoli, L'officina tipografica, 1992, ISBN 88-85391-11-7.
- Il patriota e il vaudeville. Teatro, pubblico e potere nella Parigi della rivoluzione, Napoli, Vivarium, 1998, ISBN 88-85239-21-8.
- La Rivoluzione francese, Roma, Carocci, 2002, ISBN 88-430-2110-9.
- La cena di Pitagora. Storia del vegetarianismo dall'antica Grecia a Internet, Roma, Carocci, 2008, ISBN 978-88-430-4574-7.
- Finalmente il popolo pensa. Sylvain Maréchal nell'immagine della Rivoluzione francese, Napoli, Guida, 2012, ISBN 978-88-6666-181-8.
- Baionette nel focolare. La Rivoluzione francese e la ragione delle donne, Milano, Angeli, 2016, ISBN 978-88-917-2751-0.